# 岐阜県まちかど美術館・博物館
岐阜県まちかど美術館・博物館（ぎふけんまちかどびじゅつかん・はくぶつかん）とは、岐阜県文化伝承課教育文化係が行っている文化振興事業。
正式名称はまちかど美術館・博物館である。

## 概要
岐阜県内の個人・法人が所蔵する様々な文化財・美術品を広く一般に公開する活動を支援する「まちかど美術館・博物館普及事業」を行っている。その事業に協力できる美術館や博物館をまちかど美術館・博物館として登録している。
岐阜県博物館や岐阜県美術館といった県有施設から、個人が収集したものを展示する施設まで、美術館、博物館の規模はまちまちである。
1991年（平成3年）より事業開始。登録1号は中山道ミニ博物館（不破郡垂井町）である（2024年10月登録抹消）。
美術館、博物館の閉鎖などによる登録抹消、新規登録もあり、2024年（令和6年）10月16日時点では97施設である。

## 一覧
※印は博物館法による登録博物館及び指定施設。☆印は2024年10月現在休館中。

### 岐阜地区
- 岐阜県美術館（岐阜市）※
- 岐阜県歴史資料館（岐阜市）
- 三甲美術館（岐阜市）※
- 名和昆虫博物館（岐阜市）
- 鵜の庵鵜（岐阜市）☆
- 北川家史料館（岐阜市）
- みつばちの家（岐阜市）
- 森田草平記念館（岐阜市）
- 中観音堂・羽島円空資料館（羽島市）
- 世界淡水魚園水族館アクア・トトぎふ（各務原市）※
- 内藤記念くすり博物館（各務原市）※
- 松原家長屋門（羽島郡岐南町）

### 西濃地区
- 日本国際ポスター美術館（大垣市）
- 梁川星巌記念館（大垣市）
- ギャラリーみずき（大垣市）
- シューニャ美術館（大垣市）
- OKBギャラリーおおがき（大垣市）
- 氷砂糖資料館（海津市）
- 妙応寺宝物館（不破郡関ケ原町） ☆
- 片野記念館（安八郡輪之内町）
- 春香文庫（揖斐郡揖斐川町）

### 中濃地区
- 岐阜県博物館（関市）※
- ナイフ博物館（関市）
- 刃物総合博物館フェザーミュージアム（関市）
- 世界のナイフ資料館（関市）
- 三浦勝治美術館（関市）
- 岐阜現代美術館（関市）
- 後藤昭夫藝術館（関市）
- 高賀文化財収蔵庫（関市）
- 木曽古文書歴史館（可児市）
- 犬山焼徳利盃館（可児市）
- 斎藤美術館（郡上市）
- 奥美濃おもだか家民芸館（郡上市）
- 心の森ミュージアム 遊童館（郡上市）
- 安養寺宝物殿（郡上市）
- 松井屋酒造資料館（加茂郡富加町）
- 美濃白川楽集館内資料室（加茂郡白川町）

### 東濃地区
- 岐阜県現代陶芸美術館（多治見市）※
- とうしん美濃陶芸美術館（多治見市）
- 幸兵衛窯（多治見市）
- 市之倉さかづき美術館（多治見市）
- アートサロン仙太郎（多治見市）
- 玉山窯（多治見市）
- うつわの店たかぎ（多治見市）
- こども陶器博物館（多治見市）
- ギャルリ百草（多治見市）
- 小泉子ども美術館（多治見市）
- 陶苑しばらく陶磁器資料館（多治見市）
- 池田町屋郷土資料館（多治見市）
- 博物館 多治見商人物語（多治見市）
- マル本すりばち館（土岐市）
- 清山窯 駄知印判館（土岐市）
- 岐阜県先端科学技術体験センター（瑞浪市）
- 美濃歌舞伎博物館 相生座（瑞浪市）
- ミュージアム中仙道（瑞浪市）
- 瑞浪鉱物展示館（瑞浪市）
- 瑞浪芸術館（瑞浪市）
- 逓信資料館（恵那市）
- 横井照子ひなげし美術館（恵那市）
- 中山道明治天皇大井行在所（恵那市）
- 前田館（中津川市）
- 酒游館（中津川市）
- 古銭史料館（中津川市）
- 盃台館・美濃土人形館（中津川市）
- 熊谷守一つけち記念館（中津川市）
- 熊谷榧つけちギャラリー（中津川市）
- ストーンミュージアムひるかわ（中津川市）
- 石器館（中津川市）
- 馬籠脇本陣史料館（中津川市）
- 清水屋資料館（中津川市）
- 槌馬屋資料館（中津川市）
- 藤村記念館（中津川市）※
- 山野草園（中津川市）

### 飛騨地区
- 高山陣屋（高山市）
- ミュージアム飛騨（高山市）
- 飛騨高山獅子会館からくりミュージアム（高山市）☆
- 高山祭屋台会館・桜山日光館（高山市）
- 飛騨高山・茶の湯の森（高山市）※☆
- 飛騨高山・まつりの森（高山市）※

2024年からは「飛騨高山まつりの森　ちょうの館」「飛騨高山まつりの森　高山祭ミュージアム」分けて表記している（登録件数としては飛騨高山まつりの森として1件となっている）。
- 光ミュージアム（高山市）※
- 吉島家住宅（高山市）
- 日下部民芸館（高山市）
- 飛騨高山テディベアエコビレッジ（高山市）
- 飛騨開運乃森大七福神（高山市）
- 飛騨国分寺（高山市）
- 照蓮寺☆　福来記念・山本資料館（高山市）

照蓮寺と福来記念・山本資料館は別々の場所だが、まちかど美術館・博物館では同一としている。
- 高山別院照蓮寺寺宝館（高山市）
- 民芸ミュージアム匠の館（高山市）
- 飛騨絵本美術館ポレポレハウス（高山市）
- 新穂高ビジターセンター「山楽館」（高山市）
- 奥飛騨・初緑蔵元奥飛騨酒造 酒造資料展示室（下呂市）
- 下呂発温泉博物館（下呂市）
- ガラス美術館駒（飛騨市）
- 洞雲寺だるま堂（飛騨市）☆
- 和田家（大野郡白川村）
- 明善寺郷土資料館（大野郡白川村）
- MIBOROダムサイドパーク御母衣電力館（大野郡白川村）